# Laugavegur (Reykjavik)
Laugavegur is de belangrijkste winkelstraat van het centrum van Reykjavik, IJsland, die loopt van Bankastræti in het westen tot Kringlumýrarbraut in het oosten. De straat moet niet verward worden met de vierdaagse trektocht van Landmannalaugar naar Þórsmörk, die ook Laugavegur heet.
De bouw van de straat werd in 1885 door de gemeenteraad goedgekeurd. De Laugavegur was in eerste instantie bedoeld om het gemakkelijker te maken om naar Þvottalaugarnar (IJslands voor 'de wasbaden'), waaraan de straat zijn naam ontleent, te reizen. De naam betekent 'wasstraat', omdat deze vroeger naar de warmwaterbronnen in Laugardalur leidde. Daar brachten de vrouwen van Reykjavik in vroeger tijden hun was naartoe.
De straat ondervond economische tegenslagen, vooral doordat elders in de regio de winkelcentra Kringlan (in 1987) en Smáralind (in 2001) werden geopend. Zij heeft de charme van een historische winkelstraat behouden en is nog steeds de thuisbasis van de meer exclusieve winkels in IJsland. Tevens zijn er vele bars, nachtclubs en restaurants gevestigd. Een belangrijke zijstraat is de Skólavörðustígur, die van de Laugavegur schuin omhoog leidt naar de Hallgrímskirkja.
De Laugavegur beperkt zich niet tot het hart van het winkelgebied, maar loopt ruim een kilometer door in oostelijke richting tot aan de kruising met de Kringlumýrarbraut, een drukke noord-zuidroute. 

## Galerij

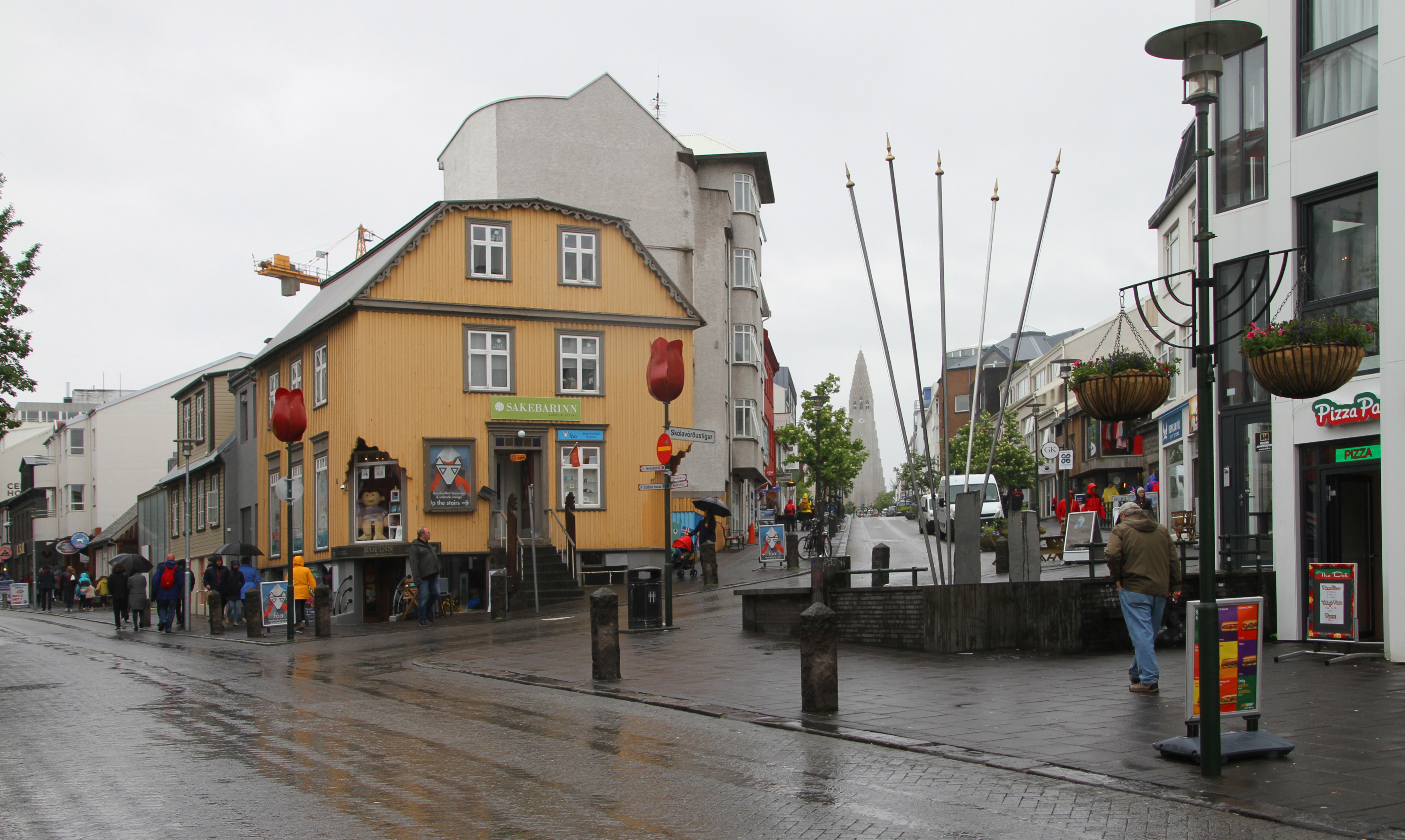
Laugavegur bij de Skólavörðustígur
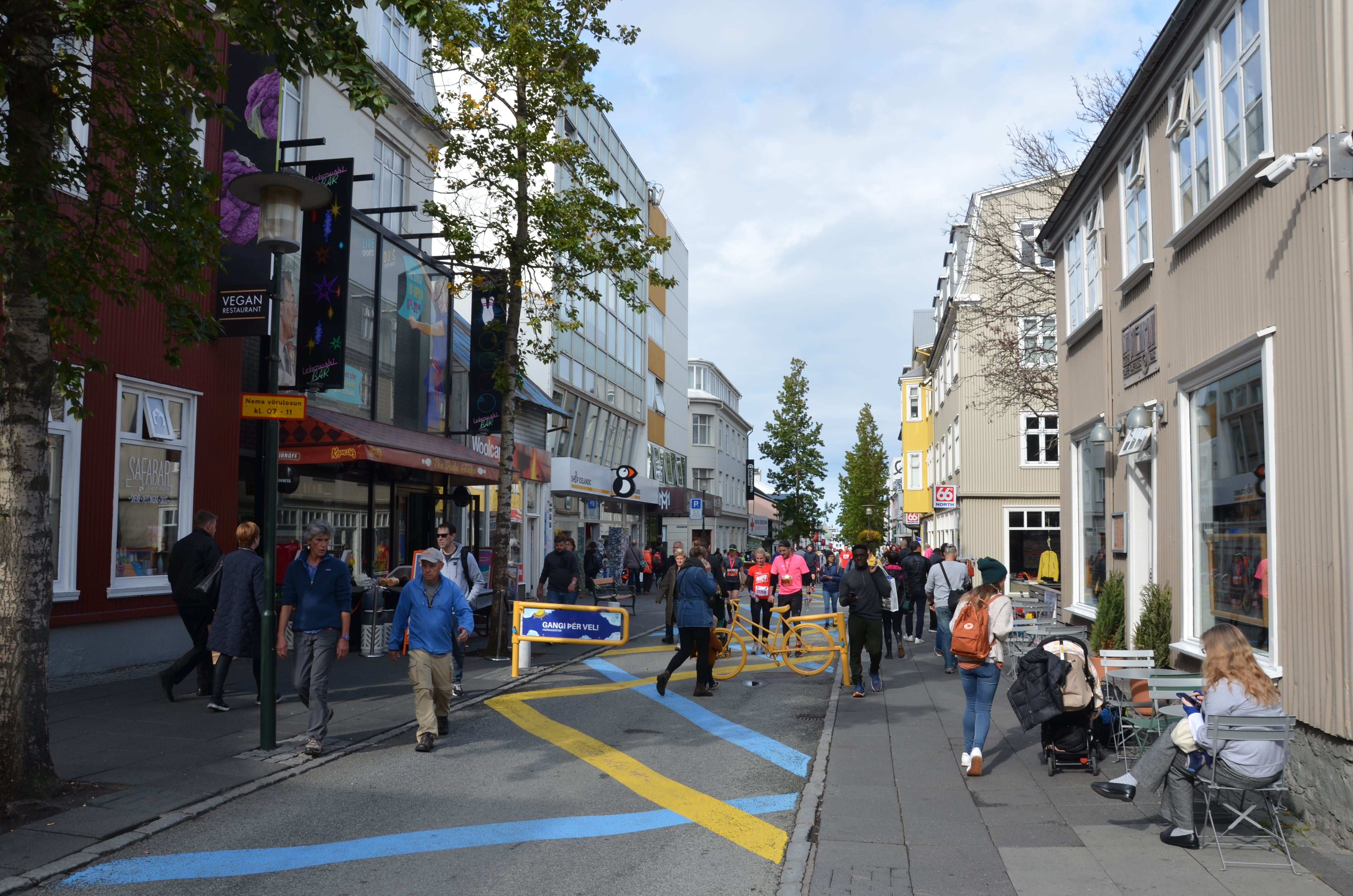
Begin van het voetgangers- en fietsersgebied
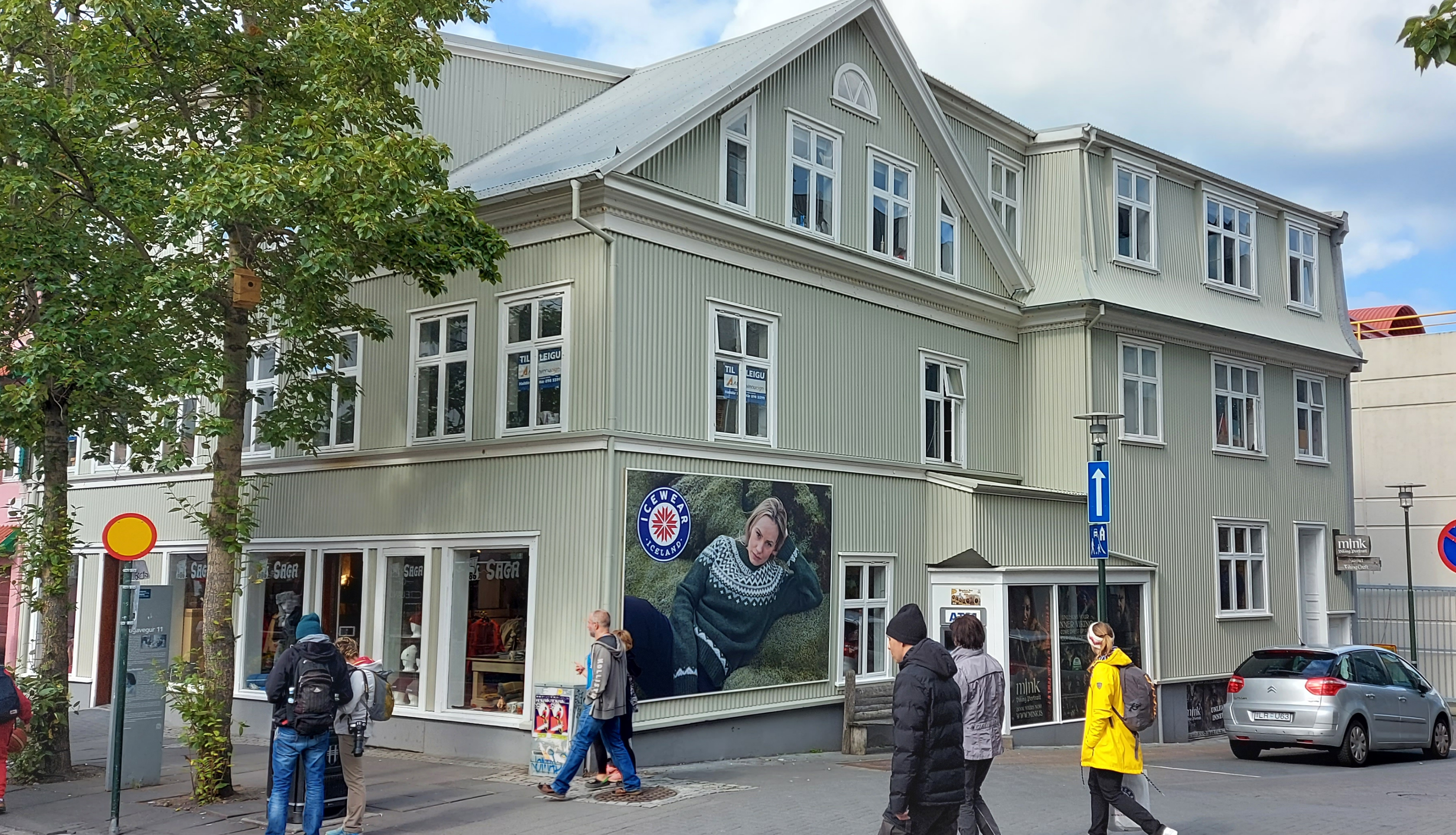
Laugavegur 11
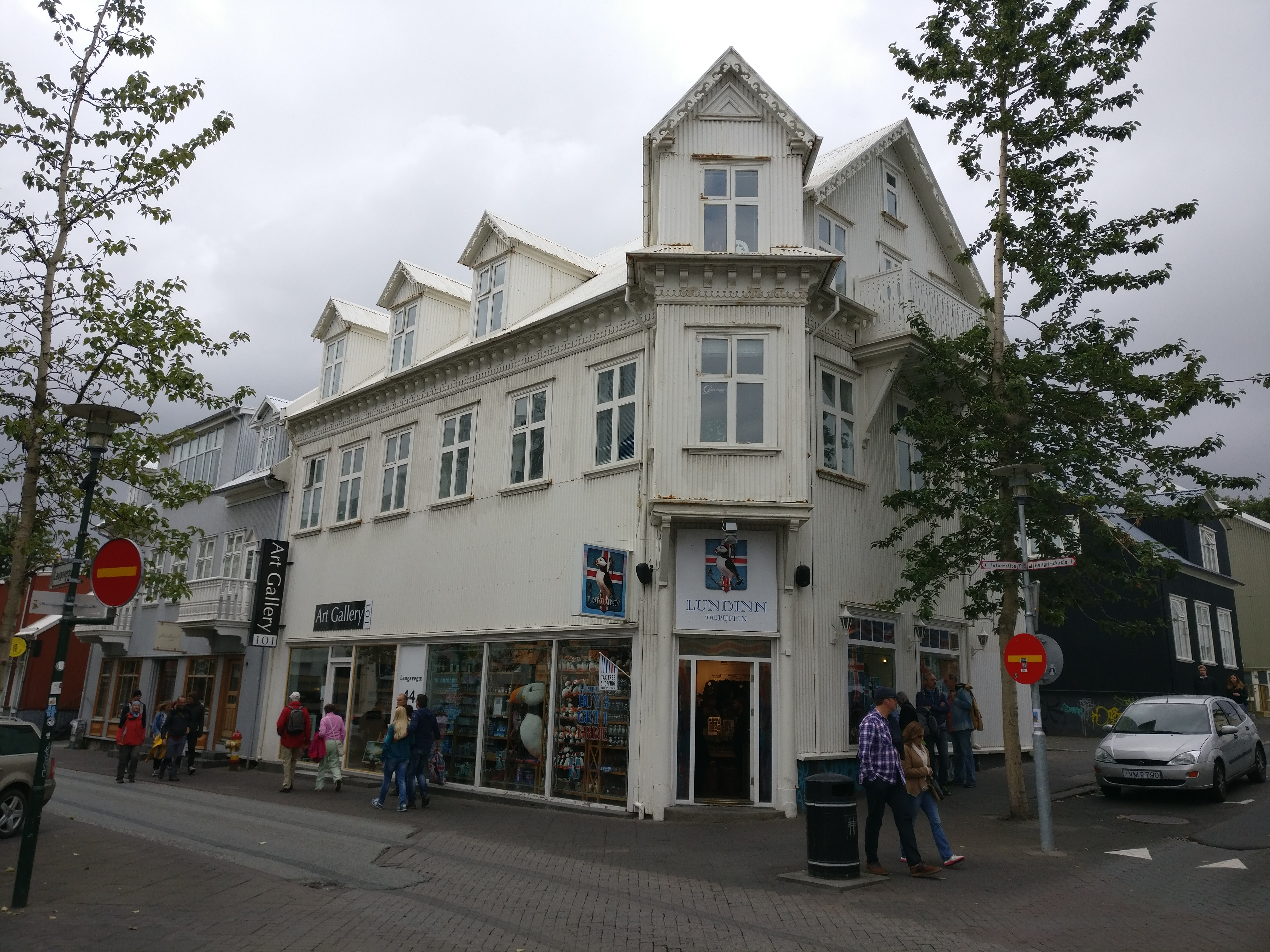
Laugavegur 44 uit 1908
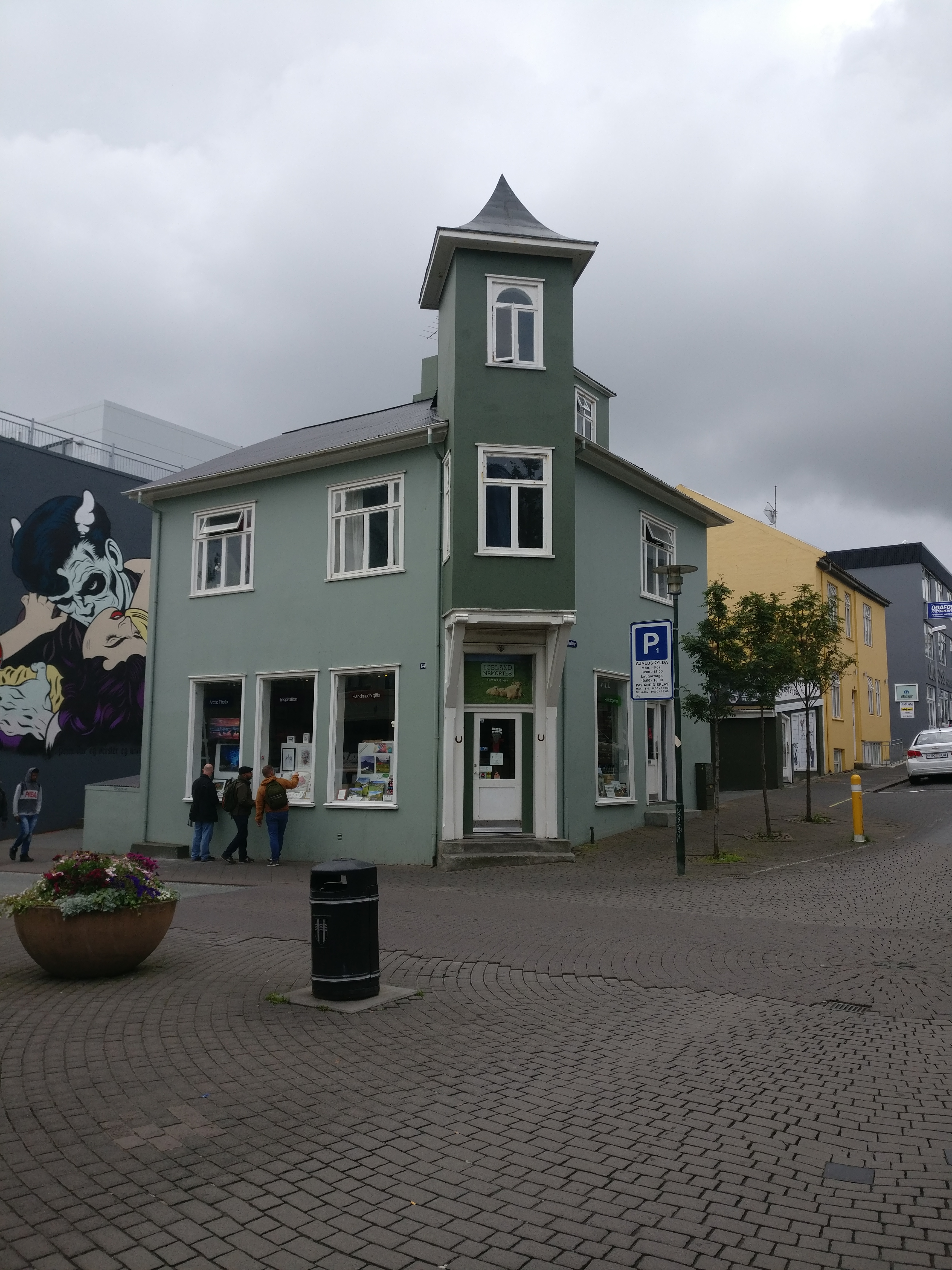
Laugavegur 64